# بيرغن (مغنية)
بلقين سالرمشار (بالتركية: Belgin Sarılmışer)‏ (15 يوليو 1958 - 14 أغسطس 1989) الشهيرة بـ بيرغن، كانت مغنية تركية. حطمت الرقم القياسي في المبيعات بألبومها Acıların Kadını (بالعربية: امرأة الأحزان). أصبحت بيرغن واحدة من رموز ووجوه العنف ضد المرأة في تركيا خلال حياتها وبعد وفاتها. كانت حياتها الشخصية مؤثرة في صوتها الكئيب وأدت إلى نجاحها. ألقى زوجها حمض النيتريك على وجهها مما أدى إلى إصابتها بالعمى في عينها اليمنى مع عدم رؤيتها الجيدة للعين اليسار. بعد ذلك واصلت الغناء واختارت أن تغطي عينها المصابة بشعرها الطويل وبعد خروج زوجها من السجن وعمل نفسه أنه نادم قامت بالرجوع إليه مرة أخرى وتطلقت منه بعد فترة. قُتلت على يد زوجها السابق الذي انفصلت عنه بعد أن أصدرت عدة ألبومات ناجحة.
ظل مظهرها في أذهان الناس بتدلي شعرها على عينها اليمنى وأحياناَ أخرى صورتها وهي ترتدي نظارة شمسية وذلك بسبب فقدها لعينها اليمنى. لقبت بيرغن بامرأة الأحزان عقب تمثيلها في فيلم يحمل الاسم نفسه في ألبوم يروي قصة حياتها وفي ألبوم «امرأة الأحزان» وهو ألبوم الأستوديو الثالث التي صدر عام 1986م. تركت بيرغن العديد من الأغاني على مدار حياتها الفنية مثل إذا سامحتني فأنا لن أسامحك، لا يمكنك التحدث عن مصيري، ولا تحزن من أجلي، صورتك بين يدي، ولماذا لا تعد؟.
قُتلت بيرغن خلال إطلاق نار عليها من قبل زوجها التي تطلقت منه في محافظة بوزانتي بمدينة أضنة في ليلة يوم 14 أغسطس عام 1989م. قدمت بيرغن فيلماً واحداً و 129 أغنية و 11 كاسيت و 6 تسجيلات طويلة وذلك عبر حياتها القصيرة التي تقدر بثلاثين عاماً. دفُنت بيرغن في موطنها بمدينة مرسين. وأقيم لها نصب تذكاري في المقبرة بمحافظة توروسلار الواقعة بمدينة مرسين مفتوح للزيارة دائماً.

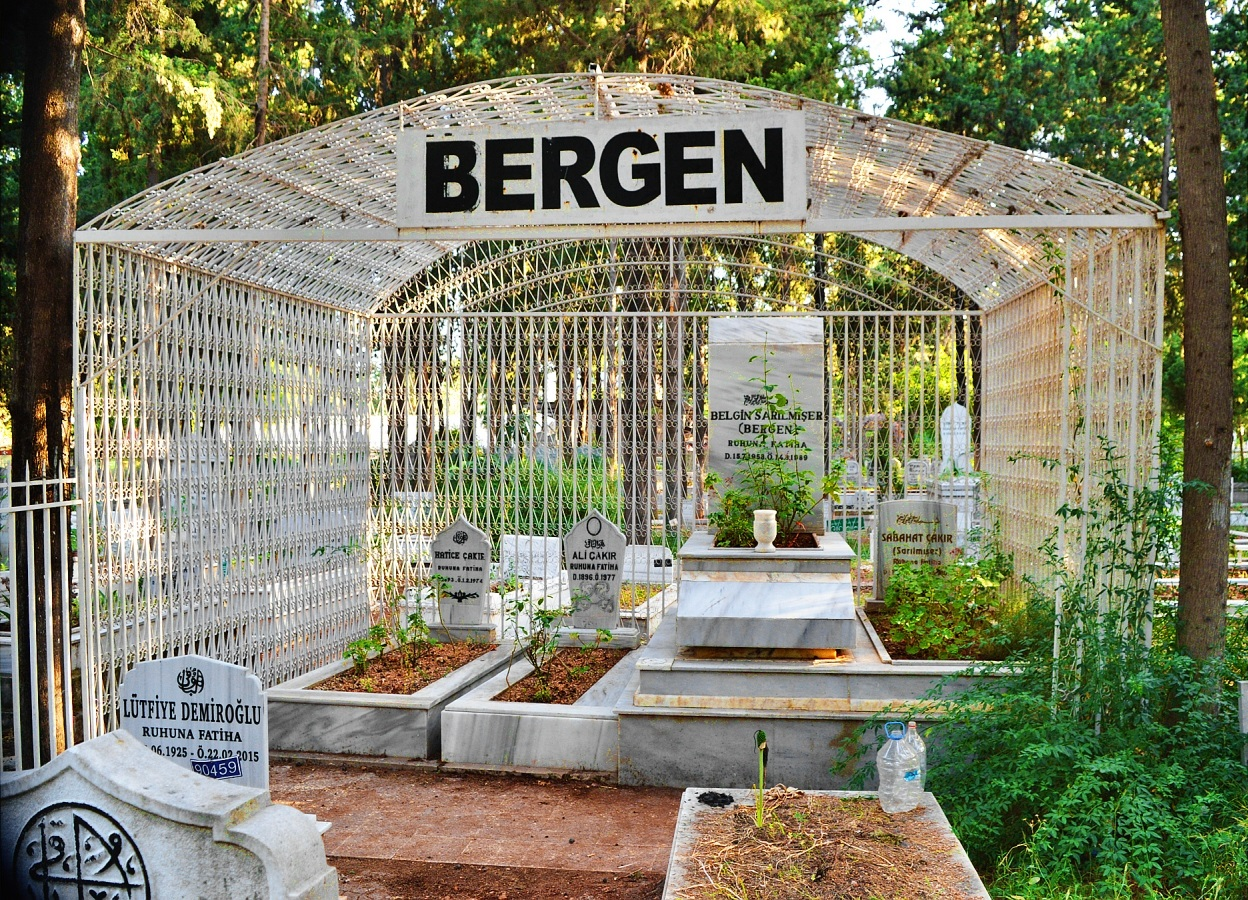
قبر بيرغن في مدينة مرسين

احتلت بيرغن مكاناً بأغانيها في العديد من ألبومات الأرابيسك وألبومات التتوق إلى الماضي. صان العديد من الفنانين أغانيها مثل إمراه، فوندا أرار، معاذيذ إرسوي وإيشين كاراجا.

## الألبومات

### ألبوماتالإستديو
تحتل ألبومات الإستديو المنشورة بشكل رسمي مكاناً على نحو مجرد. أعُتبرت الثلاث ألبومات التي نُشرت عقب ألبوم «أعوام لا ترحم» بأنها ضمن الديسكغرفي الرسمي وذلك بسبب التسجيلات المنشورة سابقاً للفنانة.
| العام | الألبوم                        | التصنيف                                                |
| ----- | ------------------------------ | ------------------------------------------------------ |
| 1982  | لدي شكوى                       | LP (طُبع مرة أخرى على هئة إم سي في عام 1986)            |
| 1983  | مصير أشقائنا                   | LP (طٌبع مرة أخرى على هيئة إم سي في عام 1985 - 1990)    |
| 1985  | إذا أحب الإنسان                | LP وإم سي (طٌبع مرة أخرى على هيئة قرص مدمج في عام 1990) |
| 1986  | امرأة الأحزان                  | LP وإم سي (طٌبع مرة أخرى على هيئة قرص مدمج في عام 1999) |
| 1987  | حرقه ربي                       | LP وإم سي (طٌبع مرة أخرى على هيئة قرص مدمج في عام 1999) |
| 1988  | فائدة حبي                      | LP وإم سي (طٌبع مرة أخرى على هيئة قرص مدمج في عام 1999) |
| 1988  | لا أريد                        | LP وإم سي (طٌبع مرة أخرى على هيئة قرص مدمج في عام 1999) |
| 1989  | أعوام لا ترحم (أخر ألبوم أصلي) | إم سي (طٌبع مرة أخرى على هيئة قرص مدمج في عام 1999)     |
| 1990  | شبابي الذاهب                   | إم سي (طٌبع مرة أخرى على هيئة قرص مدمج في عام 1999)     |
| 1990  | تنتهي محنة الغربة في القبر     | إم سي (طٌبع مرة أخرى على هيئة قرص مدمج في عام 1999)     |
| 1991  | بكائي الأخير                   | إم سي - قرص مدمج                                       |

## ملحوظات
- ذُكر بأن بيرغن ولدت في 15 يوليو عام 1959 وذلك في قائمة الشرف الرسمية التي استُهلت من خلال دعم من أقرابائها وذُكر أيضاً تاريخ ولادتها في 16 يوليو عام 1960 وذلك في بعض المصادر.

و الأغلب بأن تاريخ الميلاد في ورق السكان كان 15 يوليو عام 1958 وهي تكبر منه بعاماً.
•	و يتضمن الثلاث ألبومات الذين نُشروا عقب وفاتها الديسكغرفي الرسمي للفنانة وذلك لأن التسجيلات التي لم توجد في الألبومات السابقة تحتل مكانة به.

## في السينما
في عام 2022 تم إنتاج فيلم سيرة ذاتية يتناول حياة بيرغن من بطولة فرح زينب عبد الله وإخراج محمد بيناي وجانر ألبار.

## وصلات خارجية
- بيرجن على موقع ميوزك برينز (الإنجليزية)
- بيرجن على موقع ديسكوغز (الإنجليزية)
- موقع الشرف الرسمي لبيرغن نسخة محفوظة 26 أكتوبر 2012 على موقع واي باك مشين.
- السيرة الذاتية والديسكغرفي في موسيقى تي تي نت نسخة محفوظة 15 مارس 2016 على موقع واي باك مشين.
- ديسكغرفي بيرغن diskotek.arkaplan.com.tr[وصلة مكسورة]
- قصة حياة بيرغن